# Ctenotus alacer
Ctenotus alacer este o specie de șopârle din genul Ctenotus, familia Scincidae, descrisă de Storr 1970. Conform Catalogue of Life specia Ctenotus alacer nu are subspecii cunoscute.